# Chaetophiloscia warburgi
Chaetophiloscia warburgi is een pissebed uit de familie Philosciidae. De wetenschappelijke naam van de soort is voor het eerst geldig gepubliceerd in 1991 door Schmalfuss.